# Solamente tú
Solamente tú – singel Pabla Alborána, wydany 14 września 2010, pochodzący z albumu Pablo Alborán. Utwór został napisany i skomponowany przez samego wokalistę, a za produkcję odpowiadał Manuel Illán.
Singel był notowany na 1. miejscu na oficjalnej liście sprzedaży w Hiszpanii i został wyróżniony podwójnie platynowym certyfikatem w tym kraju za przekroczenie progu 80 tysięcy sprzedanych kopii. Utwór zdobył nominację do międzynarodowych nagród Latin Grammy Awards 2011.

## Lista utworów
- Digital download[1]

1. „Solamente tú” – 4:06

## Notowania

### Pozycje na listach sprzedaży
| Kraj              | Notowanie (2010/2011/2012/2013) | Najwyższa pozycja | Certyfikat | Sprzedaż |
| ----------------- | ------------------------------- | ----------------- | ---------- | -------- |
| Hiszpania         | PROMUSICAE                      | 1                 | 2× platyna | 80 000+  |
| Stany Zjednoczone | Hot Latin Songs                 | 35                |            |          |
| Stany Zjednoczone | Latin Digital Songs             | 28                |            |          |

## Nominacja
| Rok  | Nagroda             | Kategoria     | Rezultat  |
| ---- | ------------------- | ------------- | --------- |
| 2011 | Latin Grammy Awards | Piosenka roku | Nominacja |